# Słoma
Słoma – łodygi i liście dojrzałych roślin uprawnych po omłocie (np. zbóż, rzepaku, lnu, bobiku, maku).
Słomę wykorzystuje się jako paszę i ściółkę dla zwierząt gospodarskich, z której uzyskuje się obornik. Jest także wykorzystywana jako nawóz organiczny. Ze słomy można produkować obornik, który powstaje przez jej kompostowanie z organicznymi dodatkami zwilżającymi, jak gnojowica lub gnojówka.
Inne wykorzystanie słomy:
- strzecha (słoma żytnia)
- biopaliwo
- materiał do izolacji i ocieplania ścian budynków
- podłoże do uprawy grzybów
- ściółka w ogrodnictwie
- artykuły dekoracyjne

Słomę przechowuje się luzem lub prasowaną i wiązaną po omłocie w bele okrągłe, bądź prostopadłościenne. Może być przechowywana w stodołach lub odrynach, na wolnym powietrzu w postaci stogów lub stert. Takie sterty, bądź stogi mogą być przykryte folią lub agrowłókniną, żeby uchronić słomę przed niszczącym ją działaniem czynników atmosferycznych. Dzięki czemu słoma na dłużej zachowuje swoje właściwości.
W niektórych krajach (np. Niemcy) na polu układa się dekoracje z prasowanej słomy. W Polsce też stosuje się takie praktyki podczas m.in. dożynek lub targów rolniczych.
Mianem słomy określa się też wyschnięte łodygi trzciny. Słoma trzcinowa była stosowana w tradycyjnym budownictwie do krycia dachów (strzecha), po pokryciu gliną lub tynkiem jako element nośny, a także do izolacji termicznej i akustycznej ścian i stropów (powała). Robiono z niej też maty izolacyjne np. do przykrywania inspektów. Słomę trzcinową pozyskiwano zimą (zimowe żniwa). Trzcina była wtedy sucha, a po zamarznięciu zbiorników wodnych był do niej łatwy dostęp.